# Malkiel Lusternik
Malkiel Maksymilian Lusternik, także Melech Lusternik (ur. 1911 lub 1912 w Łodzi, zm. 1942 lub 1943) – polski poeta, tłumacz i literat żydowskiego pochodzenia.

## Życiorys
Urodził się w 1911 lub 1912 roku w Łodzi w zasymilowanej rodzinie przemysłowców. Uczęszczał do szkół żydowskich Icchaka Kacenelsona, następnie studiował literaturę antyczną na Uniwersytecie Warszawskim. Należał do młodzieżowej organizacji syjonistycznej Gordonia, dla której napisał słowa hymnu oraz redagował czasopisma po polsku, hebrajsku i w jidisz. Po studiach powrócił do Łodzi. W 1932 roku, m.in. wraz z Berem Pomerancem założył czasopismo literackie „Reszit”, którego celem była popularyzacja literatury hebrajskiej. W latach 1937–1938, wraz z Pomerancem i Natanem Eckiem, był redaktorem kwartalnika „Tchumim”. Współpracował także z „Nowym Dziennikiem”. Tłumaczył wiersze z hebrajskiego na jidysz i vice versa, przekładając m.in. twórczość Mosze Brodersona i Chaima Lejba Fuksa. Z kolei z hebrajskiego na polski przetłumaczył wybór pism Aharona Dawida Gordona, który ukazał się w 1935 roku, a rok później przełożył wiersze Chaima Arlosoroffa.
W 1927 roku hebrajskie wiersze Lusternika ukazały się w antologii wierszy żydowskich Baderech. Lusternik należał do łódzkiej grupy literackiej, publikując wiersze w jidysz na łamach „Łodzier Togblat”, „Najer Folksblat” i „Hajnt”. W 1935 roku ukazał się tomik poetycki Sufat awiw zawierający 47 wierszy napisanych po hebrajsku. W eklektycznej poezji Lusternika można było z jednej strony wyczuć wpływ palestyńsko-hebrajskiego modernizmu Abrahama Szlonskiego, który dążył do czystego symbolizmu, a z drugiej strony inspirację twórczością członków Kwadrygi. Lusternik poruszał tak różnorodne tematy, jak ciężkie warunki życiowe w okresie kryzysu, czy pionierskie działania w Palestynie. Pośród jego wierszy znajdują się także pełne humoru utwory satyryczne nawiązujące do twórczości Juliana Tuwima.
Podczas II wojny światowej Lusternik znalazł się w getcie warszawskim, gdzie udzielał się w Tkumie – tajnym ugrupowaniu syjonistycznym. W 1941 roku przebywał w getcie w Opatowie, gdzie należał do ważnych postaci lokalnego życia i pracował dla Żydowskiej Samopomocy Społecznej. Tam rozmawiał z nim Icchak Cukierman, który bezskutecznie próbował zachęcić Lusternika do stworzenia kibucu, o czym później pisał w swych wspomnieniach. O Lusterniku pisała także Janina Bauman we wspomnieniach Zima o poranku. Opowieść dziewczynki z warszawskiego getta.
Istnieją sprzeczne informacje na temat czasu i miejsca śmierci Lusternika. Według niektórych źródeł, zginął latem 1942 roku, próbując podjąć ucieczkę z getta warszawskiego, według innych zginął w 1943 roku w Auschwitz-Birkenau. Jego nazwisko znalazło się na liście grupy Ładosia.
W 2017 roku wiersze Lusternika ukazały się w polskim przekładzie w antologii Sztetl, szund, bunt i Palestyna: antologia twórczości literackiej Żydów w Łodzi (1905–1939) w tłumaczeniu Dariusza Dekierta.